# Ley de Reforma de la Ley sobre la Homosexualidad
La Ley de Reforma de la Ley sobre la Homosexualidad (en inglés: Homosexual Law Reform Act) es una norma legal aprobada en 1986 por el Parlamento de Nueva Zelanda que legalizó las prácticas sexuales consensuales entre hombres, así como el sexo anal consensuado, independientemente del género de la pareja. Eliminó las disposiciones de la Ley de delitos de 1961 que tipificaban como delito este comportamiento. La legislación estableció una edad uniforme de consentimiento, fijándola en 16 años tanto para las parejas del mismo sexo como para las del sexo opuesto.
Antes de la aprobación de la ley, los actos homosexuales masculinos eran considerados un delito sujeto a severas sanciones legales a lo largo de la historia de Nueva Zelanda, entre ellas la pena capital, la cadena perpetua y los trabajos forzados. A pesar de intentos iniciales por despenalizar la homosexualidad en la década de 1970, no fue hasta la histórica ley de 1986 que se despenalizaron las actividades consensuales entre personas del mismo sexo, lo que marcó un cambio progresivo significativo en el enfoque del país hacia los derechos LGBT.

## Trasfondo
La homosexualidad masculina, definida en la legislación a través de la figura de la sodomía, se volvió ilegal en Nueva Zelanda cuando el país pasó a formar parte del Imperio Británico en 1840 y adoptó la ley inglesa que castigaba los actos homosexuales masculinos con la pena de muerte. La Ley de Delitos Contra la Persona de 1867 cambió la pena por sodomía de ejecución a cadena perpetua. En 1893, la ley se amplió de modo que todas las relaciones sexuales entre hombres constituyeran agresión sexual, incluso si eran consensuales. Las penas incluían cadena perpetua, trabajos forzados y azotes. Las prácticas sexuales entre mujeres nunca estuvieron legalmente prohibidas en Nueva Zelanda, aunque todas las relaciones anales, incluidas las heterosexuales, estaban prohibidas antes de la Ley de Reforma de la Ley sobre la Homosexualidad.
En 1961 se redujeron las penas por actividad homosexual masculina, lo que reflejaba un cambio de actitud hacia la homosexualidad. Poco después se formaron la Sociedad Dorian y más tarde la Asociación Wolfenden para hacer campaña por la legalización de la homosexualidad masculina. En 1968, se presentó al Parlamento una petición firmada por 75 ciudadanos destacados que pedían un cambio legislativo sobre el tema, pero la misma fue rechazada.
El primer intento parlamentario de despenalización se realizó en 1974, con el Proyecto de Ley de Enmienda sobre Crímenes del diputado nacionalista Venn Young. Esta ley habría legalizado la actividad sexual entre hombres mayores de 21 años, pero fue rechazada por 34 votos en contra y 29 a favor, con 23 abstenciones. Warren Freer propuso una legislación similar en 1979 y 1980, pero no recibió el apoyo de los grupos de activistas homosexuales, que sentían que una edad de consentimiento diferente para las relaciones sexuales entre homosexuales y heterosexuales perpetuaría la discriminación y la homofobia.
El debate sobre el proyecto de ley de 1986 duró 16 meses. Los argumentos de la oposición fueron que el proyecto de ley "arruinaría a las familias" y propagaría el sida. En 1985, la Coalición de Ciudadanos Preocupados realizó una petición y protesta, que afirmó haber recibido 800 000 firmas. Muchas de las firmas, sin embargo, fueron desacreditadas por el Parlamento.

## Historia legislativa
El proyecto de ley  fue presentado por el diputado laborista Fran Wilde en 1985. El proyecto originalmente estaba compuesto de dos partes: la primera eliminaba las sanciones penales para quienes practicaran actos homosexuales masculinos y relaciones anales, siempre que fuera consensual entre personas mayores de 16 años (que era la edad de consentimiento para el sexo vaginal en Nueva Zelanda); mientras que la segunda parte brindaba protección contra la discriminación para lesbianas y hombres homosexuales.

### Etapa de comité
Durante el examen del proyecto de ley por el Comité Plenario, se rechazaron dos enmiendas relativas a la edad de consentimiento para las actividades homosexuales masculinas (una la fijaba en 20 años y otra en 18). Irónicamente, los opositores más acérrimos al proyecto de ley (que querían que la homosexualidad siguiera siendo ilegal para personas de todas las edades) votaron en contra de una edad de consentimiento más alta, pues pensaron que, al impedir la aprobación de una enmienda de "compromiso", en última instancia habrían evitado la aprobación del proyecto de ley por completo, ya que creían que "nadie en su sano juicio votaría a favor de una tercera lectura del proyecto de ley con la edad de consentimiento fijada en 16 años". 
El comité también decidió, por mayoría de 18 votos (31 a favor y 49 en contra), eliminar la segunda parte del proyecto de ley.

### Aprobación
El proyecto de ley, en su forma enmendada, fue aprobado por estrecho margen (49 votos a favor y 44 en contra) el 9 de julio de 1986, después de que un intento de los opositores de invocar el cierre y el fin del debate fuera derrotado el 2 de julio por un voto (41 favor y 42 en contra). El proyecto de ley podría haber fracasado si se hubiera votado el 2 de julio, ya que el mal tiempo mantuvo alejados de Wellington a varios legisladores que estaban a favor. Tres parlamentarios nacionalistas votaron a favor del proyecto de ley, mientras que otros parlamentarios nacionalistas (incluido Doug Graham) habrían apoyado el proyecto de ley si hubiera estado en peligro de ser rechazado.

## Desarrollos posteriores
Aunque la segunda parte no llegó a la versión final del proyecto de ley, sus disposiciones finalmente se convirtieron en ley siete años después mediante la Ley de Derechos Humanos de Nueva Zelanda de 1993. La plena igualdad para los neozelandeses LGBT+ se concedió finalmente el 17 de abril de 2013, cuando por 77 votos contra 44 se legalizó el matrimonio entre personas del mismo sexo en el país. Esta ley recibió el consentimiento real el 19 de abril y entró en vigor el 19 de agosto del mismo año.
El 10 de abril de 2018, entró en vigor la Ley de Antecedentes Penales (eliminación de condenas por delitos homosexuales históricos) de 2018, uniéndose a una serie de estatutos similares en otros países que eliminaron las condenas por delitos homosexuales antes de la despenalización. 

## Debate
El proyecto de ley fue objeto de un debate sustancial y de oposición por parte del Ejército de Salvación, así como activistas políticos conservadores como Keith Hay y Peter Tait y diputados como Norman Jones. Una agrupación con el nombre de Coalición de Ciudadanos Preocupados fue creada por estos sectores para distribuir una petición en rechazo a la ley, que al momento de ser presentada al Parlamento afirmó tener más de 800 000 firmas de apoyo, lo que la convertiría en la petición más grande de Nueva Zelanda hasta la fecha. Sin embargo, algunas hojas de la petición contenían firmas con la misma caligrafía, y algunas cajas de firmas estaban vacías, por lo que la petición quedó desacreditada y fue rechazada por el comité parlamentario de peticiones.
A pesar de que la Coalición de Ciudadanos Preocupados advirtió de que habrían represalias electorales, el Gobierno Laborista fue reelegido para otro mandato al año siguiente, perdiendo sólo un escaño frente al Partido Nacional en las elecciones de 1987.
En concordancia con encuestas realizadas entre sus miembros, el Ejército de Salvación continuó oponiéndose a la reforma legal y la igualdad total, incluido el matrimonio entre personas del mismo sexo, aunque luego lamentó el daño que había causado su participación en la petición. En una declaración conjunta escrita en 2012, el grupo LGBT+ Rainbow Wellington acogió con satisfacción los intentos de acercamiento por parte de la iglesia.
Cuando el diputado nacional Lockwood Smith pronunció su discurso de despedida en febrero de 2013 después de 30 años en el Parlamento, mencionó que votar en contra del proyecto de Ley de Reforma de la Ley sobre la Homosexualidad en 1986 era su mayor arrepentimiento: 

Me enfrenté al clásico dilema de votar según mi propio criterio o la opinión de aquellos a quienes fui elegido para representar. Como nuevo miembro opté por lo último y siempre me he arrepentido.